# Yes Boss
Pour plus de détails, voir Fiche technique et Distribution.
Yes Boss est un film indien réalisé par Aziz Mirza. Il est sorti le 18 juillet 1997 en Inde. Les rôles principaux sont tenus par Shahrukh Khan et Juhi Chawla.

## Synopsis
Rahul est un jeune homme plein d'ambition qui travaille dans une agence de publicité mais aspire à en posséder une bien à lui. Pour y parvenir, il devient le "yes man" et l'adjoint du directeur, Siddharth, gérant ses nombreuses aventures extra conjugales et rassurant sa femme, jalouse mais tellement riche.

Il rencontre et sympathise avec Seema, jeune mannequin rêvant de devenir top-model. Mais son patron jette son dévolu sur elle, et le voilà contraint de l'aider à la séduire. Pour détourner les soupçons de son épouse, Siddharth affirme que Rahul et Seema sont mariés. Au cours de cette cohabitation forcée, les deux jeunes gens apprennent à s'apprécier et tombent amoureux l'un de l'autre. Il leur faudra choisir entre leur ambition et leur amour.

## Commentaires
Cette comédie plutôt ordinaire, vaut surtout par le portrait parfois poignant de Rahul qui, au fur et à mesure que grandit son sentiment amoureux pour Seema, prend conscience du rôle abject qu'il est amené à jouer pour satisfaire ses ambitions. Sa situation rappelle celle de Jack Lemmon dans La Garçonnière (1960) de Billy Wilder ou encore celle de Michael J. Fox dans Le Concierge du Bradbury (1993) de Barry Sonnenfeld.
Par delà l'apparence anodine du scénario, se profile une remarquable sociologie mettant en scène la confrontation des intérêts économiques de la société de consommation face aux valeurs traditionnelles de la culture indienne.

## Fiche technique
- Titre : Yes Boss
- Réalisation : Aziz Mirza
- Scénario : Mangesh Kulkarni, Sanjay Chel, Aziz Mirza
- Musique : Jatin-Lalit
- Photographie : Harmeet Singh, Thomas A. Xavier
- Date de sortie : 1997
- Pays : Inde
- Durée : 163 minutes

## Distribution
- Shahrukh Khan : Rahul
- Juhi Chawla : Seema Kapoor
- Aditya Pancholi : Sidharth Chaudhry
- Kashmira Shah : Sheela Chaudhry
- Gulshan Grover : Bhushan
- Johnny Lever : Madhav Lalwani
- Reema Lagoo : la mère de Rahul

## Musique
Yes Boss comporte 6 chansons chorégraphiées :
1. Ek Din Aap (4:23) interprétée par Kumar Sanu et Alka Yagnik
2. Main Koi Aisa Geet Gaoon (5:13) interprétée par Alka Yagnik et Abhijeet
3. Chand Taare (4:47) interprétée par Abhijeet
4. Jaata Hai Tu Kahan (5:32) interprétée par Abhijeet
5. Choodi Baji Hai (5:06) interprétée par Udit Narayan et Alka Yagnik
6. Suniye To (5:09) interprétée par Abhijeet

## Récompense
- Filmfare Awards 1997
  - Meilleur chanteur de play-back : Abhijeet